# Idiostrangalia vittatipennis
Idiostrangalia vittatipennis là một loài bọ cánh cứng trong họ Cerambycidae.